# إعادة تبلور (كيمياء)

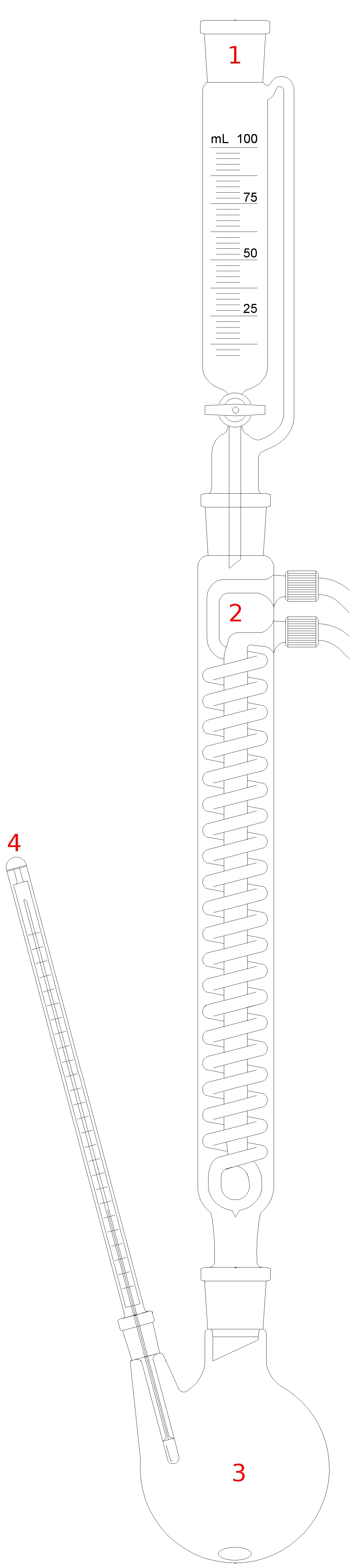
جهاز إعادة التبلور
1. قمع تنقيط
2. مكثف مرتد
3. دورق كروي ذو عنقين
4. مقياس حرارة.

إعادة التبلور (أو إعادة البَلْوَرة) في الكيمياء هي وسيلة تقنية من أجل تنقية المركبات الكيميائية. تتم العملية عن طريق حل المادة النقية مع الشوائب المرافقة في مذيب مناسب، ثم بإجراء عملية التبلور مرة أخرى، بحيث أنه إما أن تتبلور المادة المراد الحصول عليها، أو العكس أي أن تتبلور الشائبة المرافقة؛ وفي الحالتين تكون قد تمت عملية التنقية. غالباً ما تتم العملية بإجراء التبلور للمادة المراد الحصول عليها.

## وصف العملية

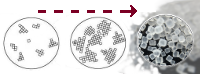
عملية التبلور

يستخدم في عملية إعادة التبلور محلول مشبع من المادة المراد تنقيتها، ويرشّح على الساخن، وذلك من أجل التخلّص من الشوائب غير المنحلة. تجري بعد ذلك عملية تبريد من أجل دفع المواد على التبلور مرة أخرى، وذلك بشكل تدريجي بحيث نحصل على المادة النقية المرغوبة.
في حال وجود مواد شائبة ملوّنة تضاف مواد مازّة مثل الفحم المنشط أو الألومينا المنشطة أو تراب المشطورات (تراب دياتومي) إلى المحلول المشبع الساخن لإزالة اللون، ثم بترشيح المادة المازة على الساخن.

## أنواع إعادة التبلور
- إعادة تبلور باستخدام مذيب وحيد
- إعادة تبلور باستخدام عدة مذيبات
- إعادة تبلور بالترشيح على الساخن

## اقرأ أيضاً
- تبلور
- تبلور تجزيئي (كيمياء)